# 牯嶺街小劇場
牯嶺街小劇場為位於台灣台北市中正區的小劇場。原址為警察局，是臺灣首個規劃為前衛劇場的表演公共場所，也是台北市第一個推動閒置空間再利用為藝文空間，並委由民間經營之場地。

## 歷史

### 建築沿革
牯嶺街小劇場原址推測為臺灣總督府醫學校於明治三十八年（1905年）前後興建之連棟木造官舍，曾作為日本憲兵分隊所使用。戰後於1954年由台北市政府警察局接收並增設第七分局。因台北市升格院轄市、行政區域調整，先後曾更名古亭分局、中正第二分局。
前棟現存可見二層磚造鋼筋混凝土建築部分，為因應第七分局增設於1954年在原木造官舍上新建，1958-1969年之間再擴建東側後棟為三層樓廳舍。
1995年中正第二分局遷至南海路與重慶南路口的新建大樓，建物移交台北市政府新聞處管理。後經1997年、2000年兩度依展演需求改造場館。於2001年正式定名為「牯嶺街小劇場」。小劇場空間共有三層樓，一樓為服務台大廳及劇場；二樓為藝文空間與行政辦公室；三樓為排練場。今日一樓劇場後方仍保留三間拘留室。
2014年，因其保留戰後衙署建築特色，以及見證閒置空間再利⽤之政策實施與⼩劇場發展的歷史，由台北市政府公告登錄為歷史建築。

### 小劇場

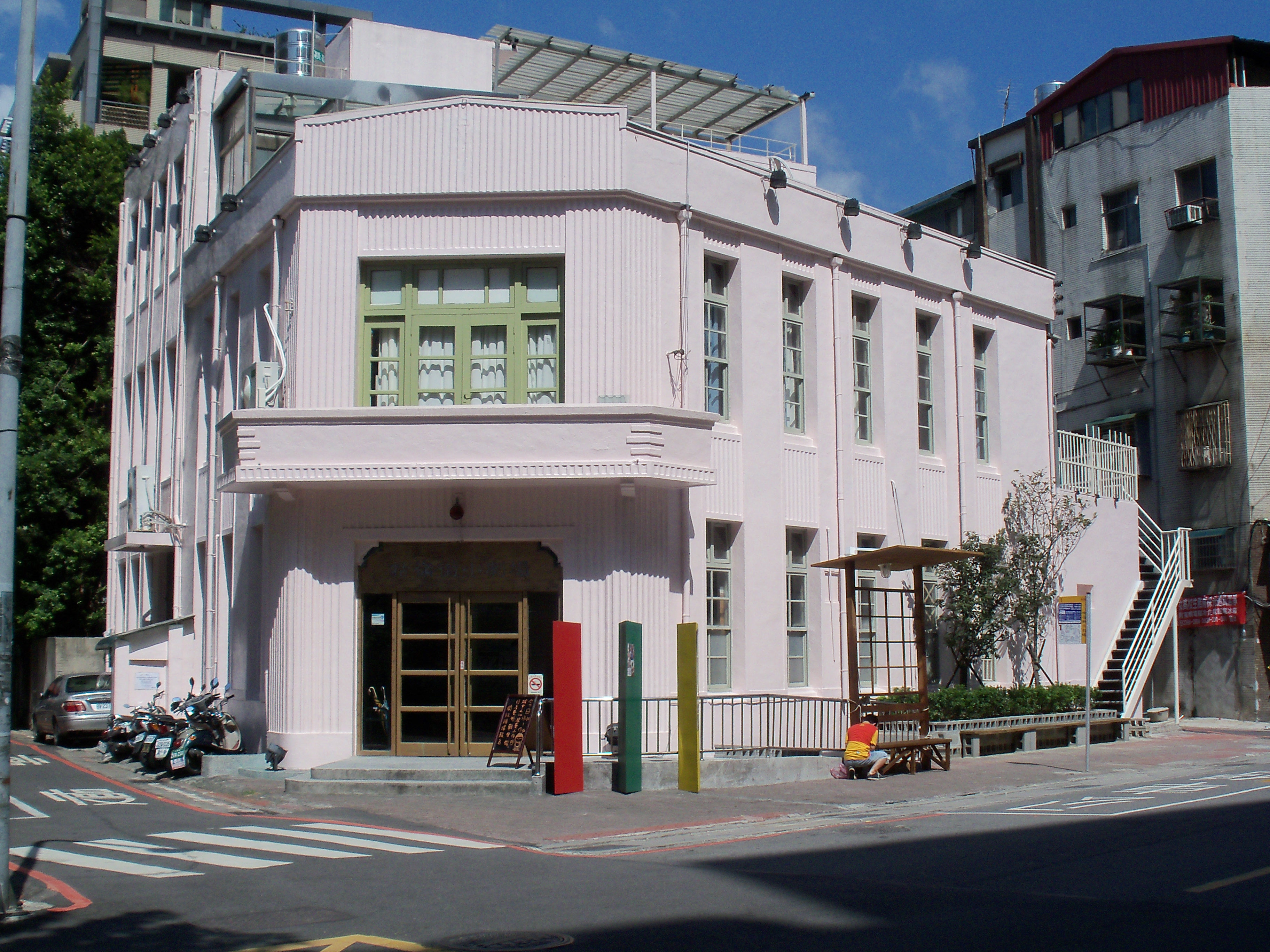
第一次整修工程後的小劇場

陳梅毛、江世芳、鴻鴻等人成立「臺北市小劇場聯盟」，爭取該地做為小劇場之用，1997年由台北市政府新聞處負責規劃成小劇場展演空間
1999年台北市政府文化局成立，小劇場移交文化局管理，於2001年設立「中正二分局小劇場」，並正式對外公開徵選委託營運管理單位。
2001年，由趙自強負責的如果兒童劇團經營管理，更名為「牯嶺街小劇場」。2002年3月，牯嶺街小劇場正式對外開放。
2005年7月起，由王墨林負責的身體氣象館統籌，策劃及營運則由該劇場的經營管理處執行。
2018年，配合台北市政府辦理歷史建築修復工程，劇場於1月1日起閉館，工程於2018年10月開工至2020年6月完工。2020年8月由營運單位身體氣象館發起募資計畫。並於10月重啟試營運，2021年獲國家卓越建設獎最佳環境文化類優質獎。

## 外部連結
- 牯嶺街小劇場官方網站 （页面存档备份，存于）
- 牯嶺街小劇場  臺北旅遊網